# Kanton Couches
Der Kanton Couches war bis 2015 ein französischer Wahlkreis im Arrondissement Autun, im Département Saône-et-Loire und in der Region Burgund; sein Hauptort war Couches. Vertreter im Generalrat des Départements war zuletzt Bernard Dessendre (UMP).
Der Kanton Couches war 159,10 km² groß und hatte (1999) 5768 Einwohner, was einer Bevölkerungsdichte von 36 Einwohnern pro km² entsprach. Er lag im Mittel 367 über Normalnull, zwischen 216 Meter in Cheilly-lès-Maranges und 548 Meter in Saint-Émiland.

## Gemeinden
Der Kanton bestand aus 14 Gemeinden:
| Gemeinde                  | Einwohner Jahr | Fläche km² | Bevölkerungsdichte | Code INSEE | Postleitzahl |
| ------------------------- | -------------- | ---------- | ------------------ | ---------- | ------------ |
| Cheilly-lès-Maranges      | 534 (2013)     | –          | – Einw./km²        | 71122      | 71150        |
| Couches                   | 1.471 (2013)   | –          | – Einw./km²        | 71149      | 71490        |
| Dezize-lès-Maranges       | 192 (2013)     | –          | – Einw./km²        | 71174      | 71150        |
| Dracy-lès-Couches         | 154 (2013)     | –          | – Einw./km²        | 71183      | 71490        |
| Essertenne                | 452 (2013)     | –          | – Einw./km²        | 71191      | 71510        |
| Paris-l’Hôpital           | 291 (2013)     | –          | – Einw./km²        | 71343      | 71150        |
| Perreuil                  | 532 (2013)     | –          | – Einw./km²        | 71347      | 71510        |
| Saint-Émiland             | 335 (2013)     | –          | – Einw./km²        | 71409      | 71490        |
| Saint-Jean-de-Trézy       | 348 (2013)     | –          | – Einw./km²        | 71431      | 71490        |
| Saint-Martin-de-Commune   | 123 (2013)     | –          | – Einw./km²        | 71450      | 71490        |
| Saint-Maurice-lès-Couches | 172 (2013)     | –          | – Einw./km²        | 71464      | 71490        |
| Saint-Pierre-de-Varennes  | 840 (2013)     | –          | – Einw./km²        | 71468      | 71670        |
| Saint-Sernin-du-Plain     | 597 (2013)     | –          | – Einw./km²        | 71480      | 71510        |
| Sampigny-lès-Maranges     | 169 (2013)     | –          | – Einw./km²        | 71496      | 71150        |